# Gert Jonsson (stjärna)
Gert Jonsson (stjärna), född 1300-talet, död 1425, var en svensk lagman.

## Biografi
Gert Jonsson (stjärna) var väpnare och var från 1413 till 1417 häradshövding i Hammarkinds härad. År 1417 anlitade han Peder Staffansson som vikarie. Han var lagman i Östergötlands lagsaga från 1422 intill sin död 1425.

### Familj
Gert Jonsson gifte sig första gången med Cecilia Olofsdotter (Hjulstaätten), dotter till underlagmannen Harald Olofsson (Hjulstaätten) i Uppland och Katarina Fadersdotter.
Han gifte sig andra gången med Ingeborg Karlsdotter (Sture (gumsehuvud)) (död 1456), dotter till Karl Sture (Gumsehuvudsätten) och Märta Eriksdotter. Efter Gert Jonssons död gifte Ingeborg Karlsdotter om sig med riksföreståndaren Magnus Gren.